# تودة بين (درسجين)
تودة بین (بالفارسية: توده بین) هي قرية تقع في إيران في قسم درسجین الریفي. يقدر عدد سكانها بـ 126 نسمة بحسب إحصاء 2016.